# Těchobuz
Těchobuz (německy Tiechobus) je obec v okrese Pelhřimov v Kraji Vysočina. Žije zde 73 obyvatel.

## Historie
První písemná zmínka o obci pochází z roku 1352.
V letech 1823–1848 zde na zámku pobýval český osvícenec italského původu profesor a kněz Bernardo Bolzano, v době, když nesměl působit na Karlově univerzitě.

## Obyvatelstvo
| Rok            | 1869 | 1880 | 1890 | 1900 | 1910 | 1921 | 1930 | 1950 | 1961 | 1970 | 1980 | 1991 | 2001 | 2011 | 2021 |
| -------------- | ---- | ---- | ---- | ---- | ---- | ---- | ---- | ---- | ---- | ---- | ---- | ---- | ---- | ---- | ---- |
| Počet obyvatel | 544  | 537  | 469  | 525  | 477  | 393  | 378  | 230  | 224  | 217  | 169  | 148  | 129  | 128  | 59   |
| Počet domů     | 65   | 69   | 68   | 68   | 68   | 69   | 77   | 79   | 68   | 54   | 47   | 46   | 50   | 66   | 67   |

## Obecní správa
Mezi lety 1869–1980 Těchobuz byla obcí v okrese Pelhřimov (1869–1930), poté v okrese Pacov (1950) a později v okrese Pelhřimov. Od 1. července 1980 do 31. prosince 1991 patřila jako část města ke Pacovu a od 1. ledna 1992 je opět samostatnou obcí.

## Sklárna
Ze Staré Hutě přišel do Těchobuz skelmistr František Antonín Adler. Nejprve měl pronajatu skelnou huť v Bošticích, avšak v roce 1721 odkoupil od statku Těchobuz část lesa a na vyklučeném pozemku vybudoval sklárnu Tallenberk. O rok později je však uváděn jako skelmistr ve Slavětíně, kde fungovala sklárna od roku 1710. F. A. Adlerovi se dařilo. Roku 1724 koupil i statek Mezilesí a 24. dubna 1735 se stal za 33 500 zlatých i majitelem panství Těchobuz. V roce 1736 však František Antonín Adler zemřel a vdova po F. A. Adlerovi prodala statek bez Tallenberku švagrovi Antonínu Františku Adlerovi. Antonín František Adler se v roce 1721 oženil v Ratajích s Annou Margaretou Gattermayerovou. Jeho tchán mu, snad jako věno, zřídil sklárnu v Jelenově, kterou pak Adler provozoval až do roku 1735 a dva roky na to koupil pak Těchobuz. Zde zřídil další sklárnu. Ta však dlouho nepracovala, protože v roce 1750 zanikla pro nedostatek dřeva. Tallenberská huť pracovala 18 let, až do roku 1749. Po Antonínově smrti připadla Těchobuz jeho synu Ignácovi. Ten nechal postavit v údolí potoka Trnávky skelnou huť. V roce 1782 však odešel a spolu s bratrem Benediktem provozoval sklárny v prostoru Plání na Vimpersku na Šumavě. Huť v Těchobuzi na čas zanikla.
Po čase ji obnovil Josef Hoffman, jehož otec koupil Těchobuz v roce 1798. K huti patřilo dřevěné stavení zvané „kasárna“ čp. 48, kde žilo 8 sklářských rodin – Adlerovi, Kavalírovi, Štroblovi. Do obnovené huti přišli skláři ze skelné huti v nedalekém Slavětíně. V roce 1825 bylo v těchobuzské huti vyrobeno 17 000 skleněných výrobků, většinou z dutého skla. Z toho asi 1/6 zůstala v zemi, ostatní šlo na vývoz, nejvíce do Dánska, Španělska, Turecka a Ameriky. Skelná huť v Těchobuzi zanikla v roce 1830 z moci úřední. Majitel sklárny ani jeho spolupracovníci totiž nesplňovali podmínky c. k. úřadů k vydání licence ke sklářské výrobě.
Z hutě vzešel sklářský rod Kavalírů, zakladatel sklárny Kavalier na Sázavě František Kavalír (1796–1853). Po uzavření sklárny si František Kavalír roku 1830 pronajal sklářské huť v Ostředku, kde vyráběl laboratorní a technické sklo. Kavalírovi se dařilo a tak 5. 6. 1837 otevřel u mlýna „Na Kácku“ u městečka Sázavy vlastní skelnou huť (Svatoprokopská huť).

## Pamětihodnosti
- Kostel svatého Marka
- Kaple svatého Jana Nepomuckého
- Zámek Těchobuz
- Základní škola
- Sýpka (technická památka)

## Galerie

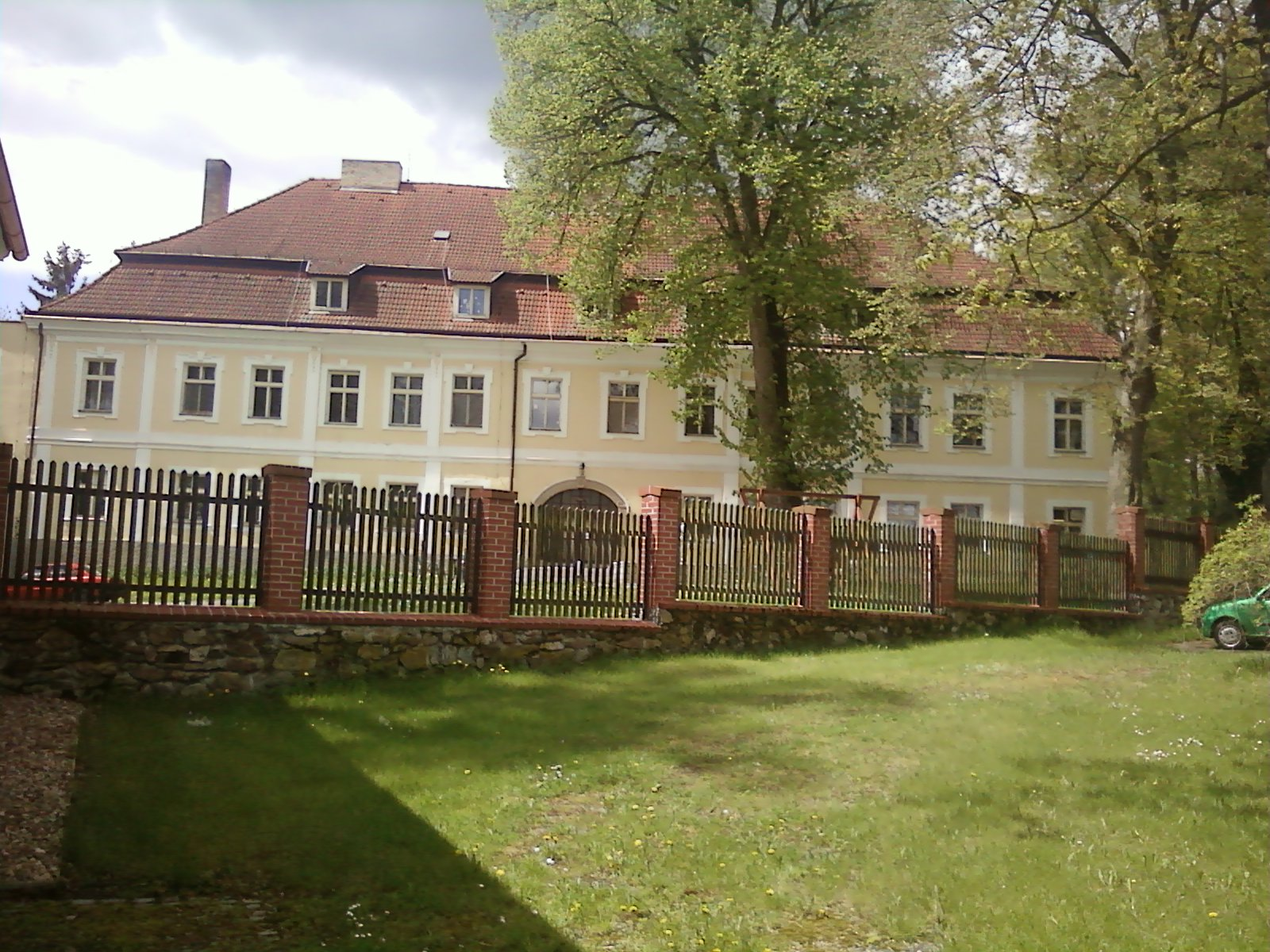
Zámek
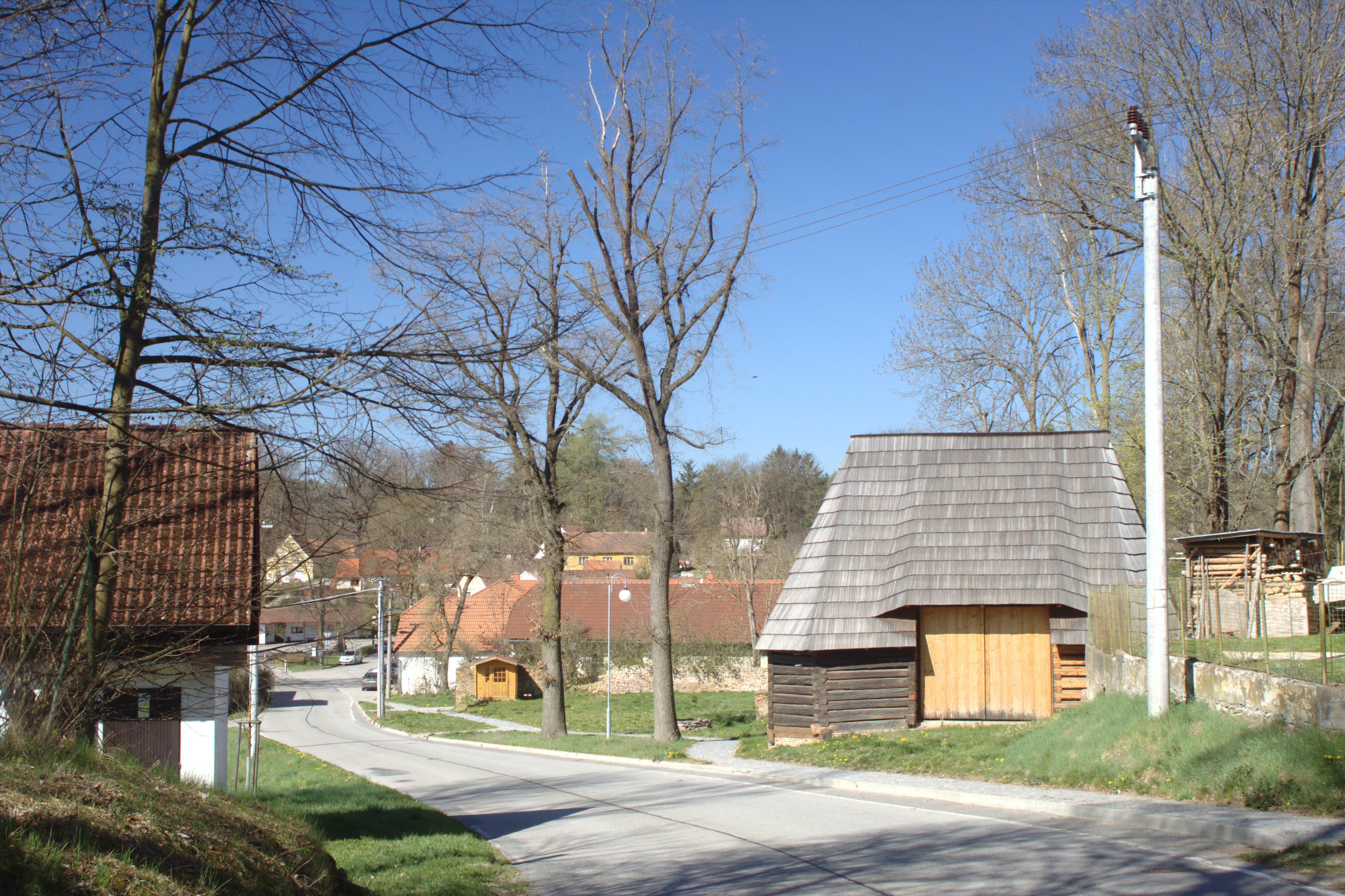
Roubenka a domy
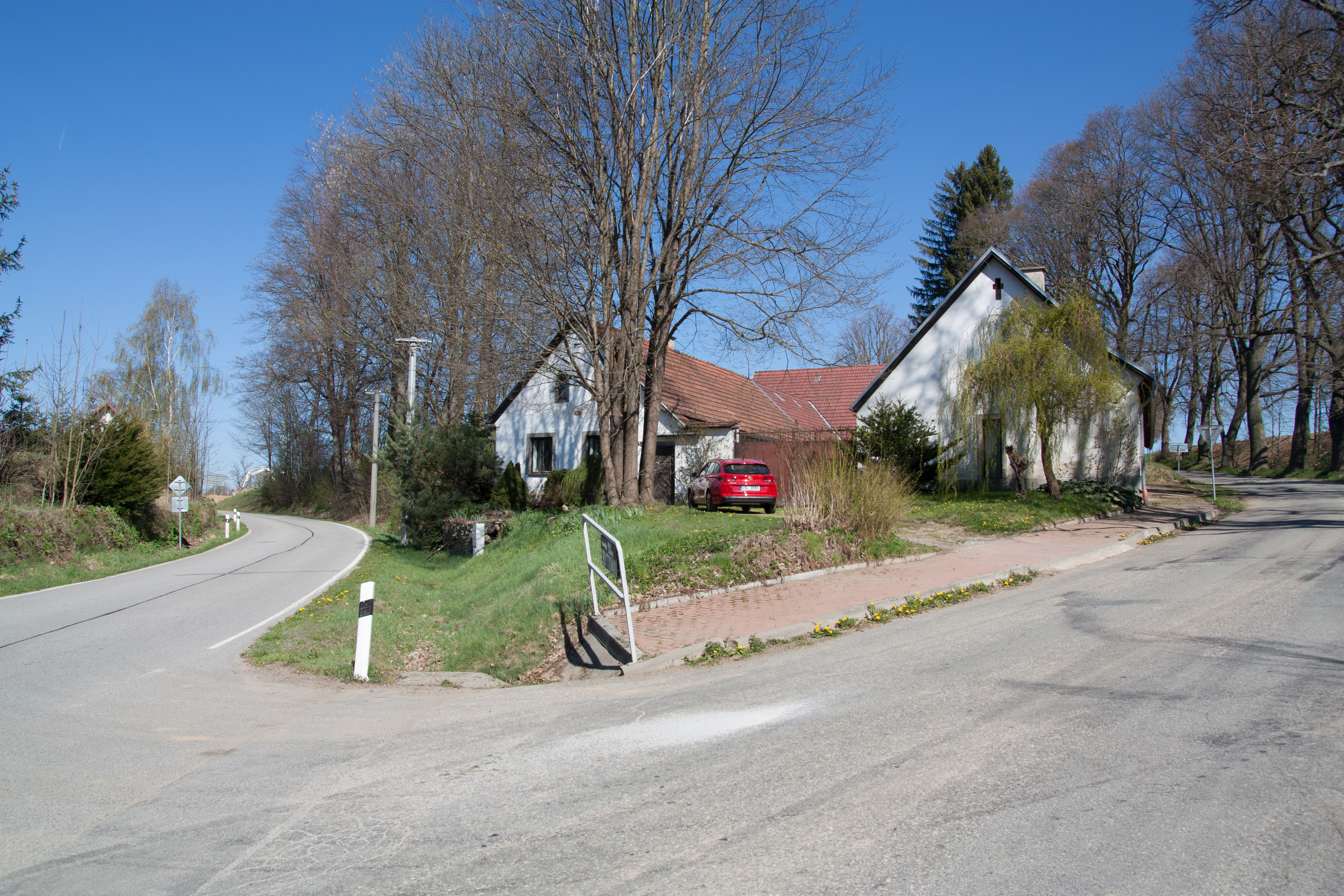
Dům na křižovatce
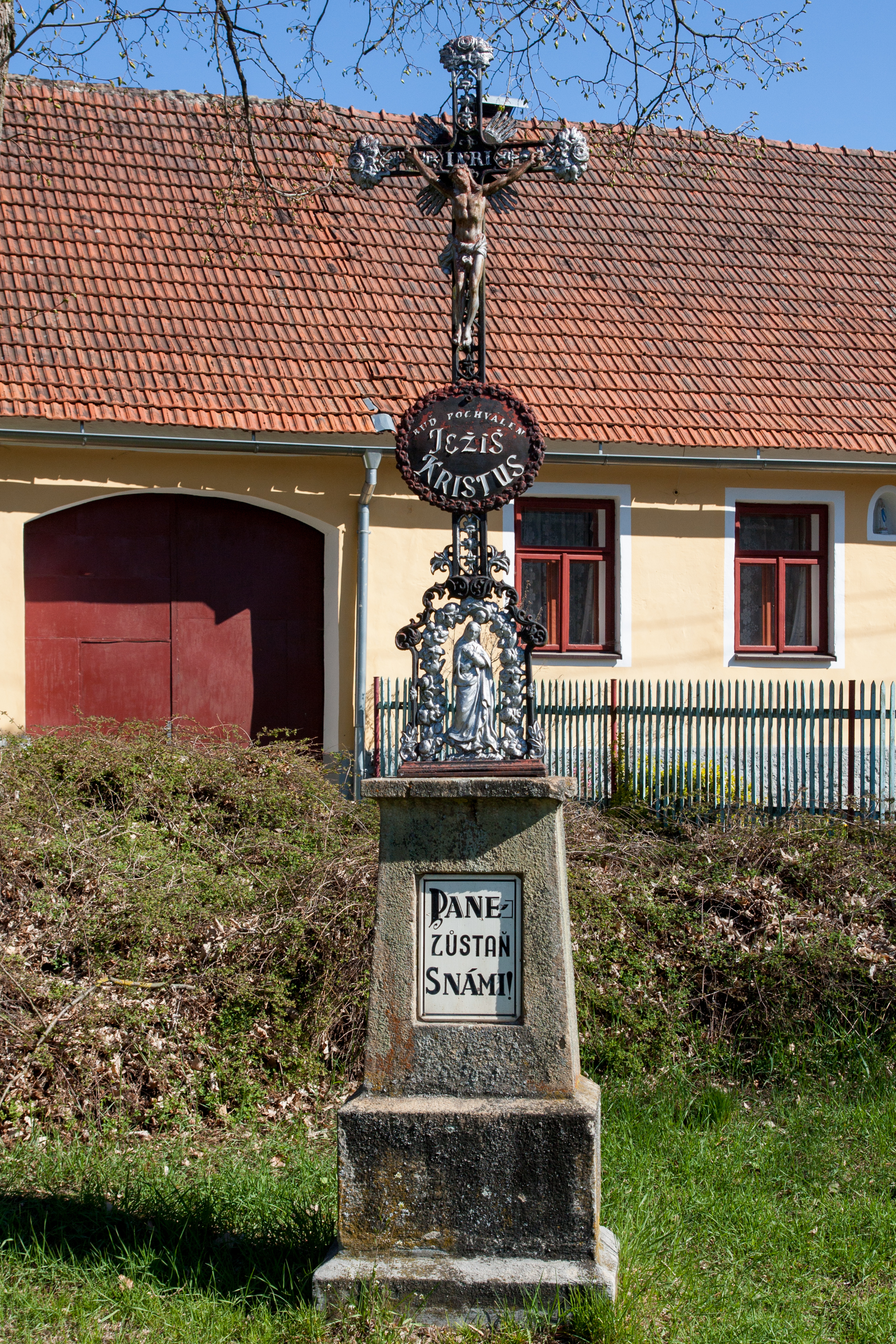
Boží muka